# Gwardia Wrocław (piłka siatkowa)
Gwardia Wrocław – męska drużyna siatkarska istniejąca od 1948 roku. Trzykrotny zdobywca krajowego tytułu (1980, 1981, 1982), Pucharu Polski (1981) oraz brązowego medalu Pucharu Europy Mistrzów Krajowych (1981). W swoim dorobku sekcja męska siatkarskiej Gwardii Wrocław (żeńska występująca jako Impel Wrocław, następnie #VolleyWrocław) ma łącznie 14 medal MP.
Po zakończeniu sezonu 2018/19 roku męska sekcja piłki siatkowej została przejęta przez spółkę Gwardia Wrocław sp. z o.o. Zespół seniorów występujący w rozgrywkach 2. Ligi Mężczyzn jest kontynuatorem legendarnego klubu, występując już jednak jako podmiot jednosekcyjny, w przeciwieństwie do lat wcześniejszych. Gwardia zyskała również nowe logo.
Wychowankami Gwardii Wrocław są m.in.: Marcel Gromadowski, Krzysztof Rejno, Jakub Jarosz, Maciej Muzaj. W czasach największych sukcesów, na przełomie lat 70. i 80., gwardyjskich barw bronili również: Ireneusz Kłos, Maciej Jarosz, Lech Łasko, Tomasz Swędrowski. Legendami Gwardii są również: Władysław Pałaszewski, Stanisław Gościniak, Zbigniew Barański, Sławomir Skup.

## Historia

### Chronologia nazw
- 2001: 1044 Gwardia Wrocław
- 2002: Hefra Gwardia Wrocław
- 2004: KS Gwardia Wrocław
- 2006: EnergiaPro Gwardia Wrocław
- 2008: EnergiaPro Gigawat Gwardia Wrocław
- 2009: Gwardia Wrocław
- 2010: KS Gwardia Wrocław
- 2019: KFC Gwardia Wrocław[4]
- 2020: eWinner Gwardia Wrocław

### AZS Wrocław - pierwsze drużynowe złoto dla Wrocławia
Pierwsze wzmianki prasowe o istnieniu sekcji siatkówki Gwardii Wrocław pojawiły się jesienią 1948 roku. Najpierw były występy w rozgrywkach klasy B (1948 r.), potem awans do klasy A (1949 r.) i wreszcie generalny przełom w 1951 r., kiedy wrocławianie wygrali Spartakiadę Zrzeszeń. Wówczas też Gwardię zasilili zawodnicy mistrza Polski — AZS-u Wrocław.
– Zacznijmy od tego, że mało ludzi wie, że w 1948 i 1950 AZS Wrocław był Mistrzem Polski. Pierwsza reprezentacja Polski siatkarzy na MŚ 1949 w Pradze wyglądała tak, że było tam na dziesięciu – czterech z wrocławskiego AZS. Bracia Tadeusz i Witold Maliszewscy, Henryk Antczak i Adam Piechura. Potem była taka kombinacja, że policyjny klub potrafił wszystko i cały AZS przeszedł do Gwardii. I na bazie tego akademickiego klubu powstał silna gwardyjska drużyna. Która była czołówką, zdobywając m.in. wicemistrzostwo Polski – wspomina Władysław Pałaszewski.
Pełna kadra mistrzów Polski z 1949 roku: Henryk Antczak, Adam Piechura, Witold Maliszewski, Tadeusz Maliszewski, B. Popiołek, J. Stroński, C. Kluk, S. Podstolski, Zbigniew Hawrylak, Zbigniew Ubisz oraz trener Tadeusz Osiński. Większość z wymienionych w 1952 stanęła na drugim stopniu podium (wcześniej jeszcze 1949 srebro i 1950 złoto!) będąc już siatkarzami Gwardii Wrocław.

### Historyczny krążek MP siatkarzy GWR - srebro z 1952
Turniej finałowy o złoto MP mężczyzn w 1952 roku był dla dolnośląskiej siatkówki sporym wydarzeniem, pierwszym na taką skalę po II wojnie światowej. Gospodarze przystępowali do rywalizacji w roli obrońcy tytułu z roku 1950, skład „złotej drużyny” praktycznie się nie zmienił, dlatego można było oczekiwać, że kolejne trofeum zostanie zdobyte. Dodatkowego smaku dodawał fakt, że siatkarze tacy jak: Henryk Antczak, Józef Śliwka czy Adam Piechura – nie występowali pod szyldem AZS – a byli już oficjalnie siatkarzami Gwardii. Zmiana klubowej przynależności nie przyniosła jednak szczęścia siatkarzom z Wrocławia. „Finał mistrzostw Polski 1952 r. rozegrany we Wrocławiu był pasjonujący. O tytuł ubiegały się dwie drużyny: warszawski AZS AWF oraz wrocławska Gwardia. Akademicy pokonali 3:2 najgroźniejszego rywala, ale ich nieoczekiwana porażka 2:3 z Jednostką Wojskową Warszawa spowodowała, że zakończyli turniej z taką samą ilością zwycięstw i identycznym stosunkiem setów, co gwardziści. Zgodnie z regulaminem o tytule musiał rozstrzygać barażowy mecz, który 2 listopada w obecności ponad 3 tysięcy osób rozegrano w Hali Ludowej. Ku rozpaczy publiczności, po raz drugi lepsi okazali się akademicy, którzy wygrali ten mecz 3:1.”. Trzy tysiące kibiców – to robiło wrażenie. Tym bardziej szkoda, że wrocławianie przegrali ze swoim największym wówczas rywalem.
Skład srebrnej Gwardii z 1952 roku, czyli pierwszego medalu w historii dla klubu w siatkówce męskiej, tworzyli: W. Maliszewski, T. Maliszewski, H. Antczak, S. Czerski, J. Śliwka, J. Stroński, A. Piechura, J. Jarosiński, a trenerem był „nowy” na tym stanowisku, ciągle Tadeusz, ale nie Osiński, a Maliszewski.

### Kolejne medale Gwardzistów - lata 50 i 60
Brązowy (1953): Brązowy skład gwardzistów z Wrocławia z 1953 roku prezentował się następująco: H. Antczak, Stanisław Czerski, Zenon Kurpios, Jan Śliwka, T. Maliszewski, W. Maliszewski, J. Jarosiński, Henryk Tuziński oraz trener T. Maliszewski.
Srebrny (1954): Co ciekawe Wrocław mógł kibicować w siatkarskiej elicie nie tylko gwardzistom, ale także zespołowi Budowlanych. Pozostałe ekipy to: warszawskie AZS AWF, Gwardia i CWKS; Gwardia Gdańsk; AZS Kraków oraz AZS Gliwice. Wygrali ci pierwsi z wymienionych, ponosząc tylko jedną porażkę w całym sezonie, choć nie będąc aż tak wyraźnie poza zasięgiem reszty stawki. Srebrny skład Gwardii Wrocław z 1954 roku to: H. Antczak, W. Maliszewski, J. Śliwka, S. Czerski, Z. Kurpios, R. Mazurek, J. Jarosiński, Bogdan Skórski, Adolf Tumalewicz oraz trener: T. Maliszewski.
Srebrny (1955): „Po zakończeniu rozgrywek, które tradycyjnie wygrała drużyna AZS AWF Warszawa nie wiadomo było, kto tak naprawdę zdobył wicemistrzostwo – Legia czy Gwardia. Wszystko za sprawą meczu rozegranego podczas turnieju w Krakowie między Gwardią a walczącą o utrzymanie drużyną AZS Łódź. Po dramatycznym meczu sensacyjnie wygrał AZS 3:2. Arbiter meczu tak jednak tendencyjnie sędziował to spotkanie, że Gwardia zdecydowała się złożyć protest do Prezydium Sekcji Siatkówki GKKF. Przy wyniku 16:16 w piątym secie sędzia tego spotkania uznał dwa punkty zdobyte przez AZS Łódź bezpośrednio z zagrywki, które łodzianie wykonali bez gwizdka. Prezydium nakazało mecz powtórzyć, AZS na niego się nie stawił i Gwardia otrzymała punkt walkowerem na wagę wicemistrzowskiego tytułu.”. Srebrny zespół Gwardii Wrocław z roku 1955 tworzyli: H. Antczak, W. Maliszewski, J. Śliwka, S. Czerski, Z. Kurpios, R. Mazurek, B. Skórski, A. Tumalewicz, J. Jarosiński oraz trener T. Maliszewski.
Brązowy (1956): Ponownie na czele zameldowały się ekipy ze stolicy, jako pierwszy AZS AWF, a na drugim miejscu CWKS. Z wrocławskich ekip warto odnotować, że wysoko, na piątej lokacie skończyli Budowlani, a AZS finiszował na 9. pozycji. Brązowy skład Gwardii Wrocław z roku 1956: H. Antczak, W. Maliszewski, Z. Kurpios, B. Tomaszewski, B. Mrowiec, J. Śliwka, S. Czerski, B. Skórski, A. Tumalewicz oraz trener T. Maliszewski.
Srebrny (1964): O rozgrywkach 63/64 można śmiało powiedzieć, że dla kilku ligowych ekip miały dosyć nieoczekiwany przebieg. A gwardzistom do złota zabrakło naprawdę niewiele… „Sezon 1963/64 zakończył się ogromną sensacją, gdyż broniący tytułu AZS AWF Warszawa zakończył rozgrywki bez medalu, zajmując dopiero czwarte miejsce. Po raz drugi po tytuł mistrzowski sięgnęła warszawska Legia, która wzmocniła się przed rozgrywkami reprezentantem Polski – Zbigniewem Ruskiem. Oprócz niego podstawową szóstkę tworzyli najczęściej: Schlief, Paszkiewicz, Kamiński, Sierszulski i Rutkowski. Wojskowi toczyli bardzo zaciętą rywalizację z wrocławską Gwardią, którą wyprzedzili zaledwie o jeden punkt. Przyjście kadrowicza Suchanka skonsolidowało wrocławski zespół, który znów zaczął się liczyć w walce o medale. Oprócz niego grali najczęściej Koczerkiewicz, Pałaszewski, Baran, Kiełpiński, Kotowski i Zbigniew Jarosz – ojciec późniejszego wicemistrza Europy Macieja.”. Pełny skład srebrnej drużyny z sezonu 1963/64 prezentował się następująco: T. Kiełpiński, J. Suchanek, L. Koczerkiewicz, W. Pałaszewski, B. Baran, Z. Jarosz, M. Michocki, S. Czerski, H. Jaros oraz trener Z. Kurpios.
Brązowy (1965): W sezonie 1964/65 skład Gwardii wyglądał następująco: T. Kiełpiński, J. Suchanek, L. Koczerkiewicz, B. Baran, S. Gościniak, A. Andruszko, J. Śliwka, Z. Jarosz, W. Pałaszewski, H. Jaros, J. Marszałek. W kwestii trenerskiej, pierwsza runda to J. Śliwka, a później sprawę w swoje ręce wziął W. Pałaszewski. Reprezentantami kraju byli wówczas: Suchanek, Kiełpinski, Koczerkiewicz i Baran.
Brązowy (1966): Skład trzeciej drużyny w Polsce prezentował się następująco: T. Kiełpiński, J. Suchanek, S. Gościniak, A. Andruszko, B. Baran, L. Koczerkiewicz, Z. Jarosz, H. Jaros, J. Marszałek, J. Kotowski oraz trener W. Pałaszewski, który przepracował tym samym pierwszy samodzielny sezon za sterami seniorskiego zespołu męskiej Gwardii.

### Spadek - żeby wylądować na szczycie - lata 70 i 80
W 1969 roku drużyna zajęła V miejsce w I lidze i stanowiło to sygnał, że w zespole następuje regres. Przewidywania te, niestety, rychło miały się sprawdzić. Już w następnym roku gwardziści opuszczają I ligę, ale tym razem tylko na jeden sezon. Już bowiem w 1971 roku awansują do I ligi. Niestety, ponowny spadek, w 1972 roku po rocznym pobycie w I lidze, trwał już dłużej. Powodem tego były niedociągnięcia organizacyjno-szkoleniowe oraz niska przeciętna wieku pierwszego zespołu. W sezonie 1971/72 zakończyli karierę sportową czołowi zawodnicy pierwszej drużyny, T. Kiełpiński, J. Suchanek i B. Baran. Optymizmem napawał jednak wyraźne odmłodzenie pierwszego zespołu. Sekcja dochowała się rokujących duże nadzieje utalentowanych juniorów Z. Woźniaka (powołany do kadry olimpijskiej), K. Maćkowiaka i M. Ciaszkiewicza – reprezentantów Polski i członków kadry młodzieżowej.
Kolejny moment – można powiedzieć – z gatunku tych historycznych, patrząc przez pryzmat sukcesu naszej męskiej reprezentacji siatkówki na MŚ w Meksyku (1974). Sukces kadry dowodzonej przez Huberta Jerzego Wagnera gwardziści organizacyjnie przespali grając poza I ligą, teraz była zatem okazja, żeby wykorzystać siatkarskim „boom” po sukcesie reprezentacyjnym i zaprezentować się z dobrej strony. W roli beniaminka Gwardia na powitanie zajęła przyzwoite 5. miejsce. Taki sam wynik wrocławianie powtórzyli także rok później, w sezonie 1976/77. Kiedy w kolejnej odsłonie MP gwardziści ponownie zajęli miejsce „na piątkę”, wydawało się, że ciężko będzie przeskoczyć pewien pułap, mający medalowy smak. Z drugiej jednak strony osiągnięcie ciągłości, tzn. trzy razy piąta lokata – w walce o MP – pokazywało, że we Wrocławiu jest stabilizacja i kolejne lata mogą być bardzo udane.
Drugi raz z rzędu nieudaną próbę walki w I lidze podjął Chełmiec Wałbrzych. Wałbrzyski klub wrócił w sezonie 1976/77 do siatkarskiej elity, ale tylko po to, żeby… zająć ostatnie miejsce i ponownie spaść.
Brązowy (1979): Skład brązowej drużyny Gwardii 1978/79: Z. Barański, M. Ciaszkiewicz, M. Jarosz, I. Kłos, L. Łasko, S. Skup, L. Milewski, B. Ludwikowski, B. Marszałek, B. Mielnikiewicz, A. Śledziewski, Z. Woźniak, W. Zachciał, J. Żytko oraz trener J. Suchanek. Nazwiska zatem zupełnie inne, mniej znane, aniżeli we wcześniejszych medalowych zestawieniach Gwardii Wrocław. Brązowy medal z sezonu 1965/66 pamiętał jedynie Jerzy Suchanek, który zdobywał wówczas krążek jako siatkarz, teraz za to odbierał laur już jako szkoleniowiec.
Złoty (1980): Gwardziści sięgnęli po złoto, a ich skład prezentował się następująco: Z. Barański, M. Ciaszkiewicz, M. Jarosz, I. Kłos, L. Łasko, B. Marszałek, B. Mielnikiewicz, L. Milewski, K. Olszewski, S. Skup, W. Zachciał oraz trener W. Pałaszewski. „I rzeczywiście w sezonie 1979/80 zaczęła się w polskie lidze era wrocławian. W tym sezonie w pięknym stylu wywalczyli mistrzostwo Polski. Wszyscy podstawowi gracze trenerskiego duetu Władysław Pałaszewski i Jerzy Suchanek należeli w tym czasie bądź do kadry seniorów, bądź juniorów. Próbował walczyć z wrocławianami AZS Olsztyn, ale musiał się zadowolić wicemistrzostwem, brązowy medal przypadł Legii.”. Siatkarze z Wrocławia sięgnęli zatem po mistrzowską koronę po 30 latach przerwy. Wcześniej w 1950 roku takim tytułem mogła się bowiem poszczycić legendarna drużyna AZS.
– Myśmy ćwiczyli dwa razy dziennie, mieliśmy do dyspozycji salę. To był zespół, który o 12 w nocy się budziło i oni grali. Był taki moment, że mieliśmy sześciu siatkarzy w kadrze. Czyli pół narodowej dumy było z Gwardii Wrocław. Później przyszedł jednak stan wojenny, który rozpieprzył sprawę – w swoim stylu przyznaje ówczesny szkoleniowiec Gwardzistów.
Złoty (1981): Złoty skład z sezonu 1980/81 prezentował się następująco: W. Baranowicz, Z. Barański, M. Ciaszkiewicz, M. Jarosz, I. Kłos, L. Łasko, B. Marszałek, B. Mielnikiewicz, L. Milewski, K. Olszewski, S. Skup, W. Zachciał oraz trener W. Pałaszewski. W porównaniu z pierwszym tytułem zmiany były właściwie jednostkowe. Z ekipy z sezonu 1979/80 nikogo nie zabrakło, doszedł jedynie W. Baranowicz.
„W 1981 r. Puchar Polski odzyskał należną mu rangę i do rywalizacji o to cenne trofeum włączyli się już wszyscy najlepsi siatkarze Polski. Bezkonkurencyjna w lidze drużyna wrocławskiej Gwardii potwierdziła swój krajowy prymat w finale Pucharu Polski rozegranym w Bydgoszczy. Zespół Władysława Pałaszewskiego nie miał sobie równych, ale miał w składzie przecież takie asy polskiej siatkówki jak Lech Łasko, Maciej Jarosz, Marek Ciaszkiewicz, Sławomir Skup, czy Krzysztof Olszewski.”. W pokonanym polu w PP gwardziści pozostawili: Beskid Andrychów, Stal Stocznię Szczecin, Hutnik Kraków, Czarnych Radom i AZS AWF Warszawa.
Zwycięski skład wrocławian z PP wyglądał następująco: I. Kłos, M. Ciaszkiewicz, M. Jarosz, L. Łasko, L. Milewski, B. Marszałek, S. Skup, W. Baranowicz, B. Mielnikiewicz, K. Olszewski, W. Zachciał, Z. Barański oraz trener W. Pałaszewski. Wyjściowa szóstka najczęściej prezentowała się następująco: Jarosz, Łasko, Kłos, Ciaszkiewicz, Skup, Baranowicz.
Wyniki finałowego turnieju oraz pucharowy skład Gwardii w PEMK:
20 lutego 1981: GWR – CSKA MOSKWA 0:3 (-7, -9, -6)
mecz w Palma di Mallorca (turniej finałowy)
21 lutego 1981: GWR – DINAMO BUKARESZT 0:3 (-7, -9, -6)
mecz w Palma di Mallorca (turniej finałowy)
22 lutego 1981: GWR – PIEKSAMAEKI 3:2 (2, -12, 12, -9, 8)
mecz w Palma di Mallorca (turniej finałowy)
Skład Gwardii Wrocław: I. Kłos, K. Olszewski, M. Ciaszkiewicz, M. Jarosz, W. Baranowicz, S. Skup, L. Łasko, B. Marszałek, W. Zachciał, B. Mielnikiewicz, Z. Barański, L. Milewski. Trener: W. Pałaszewski.
Złoty (1982): Złota drużyna prezentowała się następująco: W. Baranowicz, M. Ciaszkiewicz, M. Jarosz, I. Kłos, L. Łasko, B. Marszałek, K. Olszewski, Z. Barański, B. Mielnikiewicz, S. Skup, T. Swędrowski, M. Karpienko, W. Kuncewicz, T. Żmich, J. Żytko oraz trener W. Pałaszewski.
Sezon 1981/82 był trzecim i ostatnim w dziejach klubu, kiedy siatkarze sięgnęli po tytuł mistrzowski. Zespół jeszcze raz udowodnił, że nieprzypadkowo cyklicznie ogrywał Legię przez poprzednie dwie edycje MP.
Zwycięstwo rzutem na taśmę w Krakowie i spalony beret szkoleniowca wrocławskiej drużyny odcisnął się mocno w pamięci trenera Wagnera. Jak wiadomo, przegrywać bardzo nie lubił. Cóż jednak z tego, skoro w kolejnych latach to „Kat” odnosił sukcesy. Gwardia po trzecim tytule z rzędu nie mogła za to odpowiednio „skonsumować” swojego krajowego sukcesu na arenie międzynarodowej.
Stan wojenny to była jedna strona medalu. We Wrocławiu niezależnie od panującej sytuacji politycznej, można było mówić o prawdziwym siatkarskim „dream teamie”. Coś jednak pękło i zwycięska karta odwróciła się od wrocławian. Na pytanie o gwardyjski „dream team” – jak na polskie warunki – odpowiada rozgrywający złotego pokolenia wrocławskiej siatkówki: – Faktycznie tak było. Choć przyznam, żałuję, że nie zdobyliśmy pięciu tytułów z rzędu. Trzy razy wygraliśmy mistrzostwo Polski, a w kolejnych dwóch latach kończyliśmy rozgrywki jako wicemistrzowie. Mieliśmy szansę zapisać się na kartach historii jak Kędzierzyn-Koźle czy Bełchatów. Trochę żałuję, bo dwukrotnie przegraliśmy mistrzostwo z Legią Warszawa, którą dwa razy z rzędu pokonaliśmy w finale – wspomina po latach Ireneusz Kłos. Wydaje się, że to często od współpracy „Dzidka” z Jaroszem zależało, jaki wynik osiągnie zespół. Siła tamtej Gwardii opierała się w znacznej mierze na tej współpracy, choć błędem byłoby napisanie, że dwójka ta miała wyłączność na kreowanie gry we wrocławskiej ekipie. „Uwielbiałem grać z Maćkiem – mówi Kłos. – Świetny w przyjęciu, jeszcze lepszy w ofensywie. W końcówkach wiedziałem, że mnie nie zawiedzie. Obojętnie czy wstawię mu na pojedynczy, czy podwójny blok. Mieliśmy taki umówiony znak, na który wystawiałem mu piłkę w siatkę, a on zawsze potrafił ją przepchnąć na drugą stronę. Nigdy nie przegrywał takich przepychanek na siatce.”
Srebrny (1983): Srebrne medale w sezonie 1982/83 zdobyli: W. Baranowicz, M. Ciaszkiewicz, M. Jarosz, I. Kłos, L. Łasko, S. Skup, B. Mielnikiewicz, K. Olszewski, W. Zimny, J. Żytko, T. Sobolski, T. Żmich, W. Kuncewicz, T. Swędrowski oraz trener W. Pałaszewski.
– Czwarty raz mogliśmy zdobyć mistrzostwo, ostatni mecz grając na terenie Legii. Kto wygrywał, zgarniał złoto. Wówczas grało się na małej sali Legii. Skurczybyki tak napalili w piecu, że my po pierwszych piłkach mieliśmy dość. Lało się z nas, a legioniści tam trenowali, także byli przyzwyczajeni. Także zaskoczyli nas tym, ostatecznie wygrali 3:2 i zgarnęli złote krążki, a my srebro. Także z tym czwartym tytułem faktycznie mogę się zgodzić, ale ten piąty do zdobycia? – pyta trener Pałaszewski, odpowiadając po chwili namysłu: – Pięć tytułów? Można by tak powiedzieć. Podobnie jak można powiedzieć, że jakby Kłos i Jarosz mniej wódki wypili, to wówczas zwycięstwo byłoby bardziej prawdopodobne. Jemu jako siatkarzowi łatwo jest się wypowiadać. Skoro można było, to dlaczego nie zdobyli? Kto im przeszkadzał? A tak na poważnie, nie było to łatwe. W tym czasie bardzo mocne były: Hutnik Kraków, Płomień Sosnowiec i Legia – wylicza mocne wówczas ekipy szkoleniowiec Gwardii.
Srebrny (1984): Srebro w 1984 roku wywalczyli dla Wrocławia: W. Baranowicz, M. Jarosz, I. Kłos, W. Kuncewicz, L. Łasko, K. Olszewski, B. Mielnikiewicz, S. Skup, T. Sobolski, T. Swędrowski, W. Zimny, T. Żmich, J. Żytko, R. Daniszewski i oczywiście trener W. Pałaszewski. Warto dodać, że gwardziści dwa razy kończyli w najlepszej czwórce w walce o Puchar Polski. W finale z 1983 roku (rozegrany w Tomaszowie Mazowieckim) zwyciężyła Resovia Rzeszów, na drugim miejscu sklasyfikowano AZS Olsztyn, a podium uzupełniła warszawska Legia.
Warto dodać, że gwardziści dwa razy kończyli w najlepszej czwórce w walce o Puchar Polski. W finale z 1983 roku (rozegrany w Tomaszowie Mazowieckim) zwyciężyła Resovia Rzeszów, na drugim miejscu sklasyfikowano AZS Olsztyn, a podium uzupełniła warszawska Legia. Wrocławianom przyszło zająć najgorszą z możliwych, czwartą lokatę. Swoje miejsce gwardziści poprawili rok później (w 1984 finałowy turniej w Częstochowie), gdzie skończyli oczko wyżej, wyprzedzając Avię Świdnik (wygrana Legii przed Płomieniem Sosnowiec).

### Trudne lata 90 i przełom wieków
Z Wrocławia siatkarze faktycznie zaczęli masowo wyjeżdżać. Sytuacja stawała się coraz trudniejsza, o sportowym powrocie do siatkarskiej elity nie było nawet mowy. Początek lat 90. to był zresztą trudny okres nie tylko dla klubowej siatkówki we Wrocławiu, ale całej dyscypliny w skali ogólnopolskiej, poczynając od reprezentacji. Co ciekawe, męska kadra narodowa była prowadzona przez byłych gwardzistów. Pod koniec lat 80. selekcjonerem był Stanisław Gościniak (pod jego wodzą m.in. nie udało się przebrnąć – po raz pierwszy w historii – eliminacji do finałów ME 1987). Brak udziału w czempionacie Starego Kontynentu był dla biało-czerwonych jednoznaczny z brakiem możliwości kwalifikacji do Igrzysk Olimpijskich w Seulu w 1988 roku.
W 1995 roku siatkarze Gwardii odnieśli w tzw. makroregionie 29 zwycięstw, w świetnym stylu, zapewniając sobie powrót na zaplecze siatkarskiej elity w Polsce. Trenerem zespołu nadal był Piotr Wolny. W pierwszej szóstce Gwardii z 1995 występowali: Arkadiusz Stadnik i Maciej Krupnik (dwójka środkowych); Mariusz Mierzejewski bądź Mariusz Dutkiewicz (obaj rozgrywający); Krzysztof Kaniak, Sebastian Staniewski, Sławomir Skup (atakujący). Co do zmienników, w składzie Gwardii byli jeszcze: Mariusz Pędziwiatr, Piotr Biliński, Rafał Zawalniak, Waldemar Binkowski, Juliusz Misztal, Tomasz Pilarczyk, Tomasz Laferi.
W 2001 roku awansowali do najwyższej klasy rozgrywkowej - PLS. W całym sezonie 2000/01 wrocławianie wygrali 22 na 26 rozegranych meczów ligowych. Sporym osiągnięciem było wygranie wszystkich 14 spotkań na swoim terenie, z łącznym bilansem setów: 42 zdobytych i 12 straconych.
Gwardziści po udanym sezonie 2001/02 (tj. piąte miejsce), zdobyli przepustkę do europejskich rozgrywek. Siatkarze GWR wystąpili w Pucharze Konfederacji.
Przygoda pucharowa zakończyła się na drugim stopniu. Białorusinów gwardziści ograli bez problemów, ale później przyszło pojechać na turniej do Moskwy, gdzie Gwardia przegrała m.in. z Iskrą Odincowo, ostatecznie odpadając z dalszej części rozgrywek.
2 listopada 2002: 1044 GWARDIA WROCŁAW – TECHNOPRIBOR MOGILEV 3:0 (17, 21, 18)
mecz we Wrocławiu (I runda)
3 listopada 2002: TECHNOPRIBOR MOGILEV – GWR 0:3 (-18, -19, -23)
mecz we Wrocławiu (I runda)
6 grudnia 2002: ISKRA ODINTSOVO – GWR 3:0 (23, 12, 16)
mecz w Odincowie (turniej kwalifikacyjny)
7 grudnia 2002: GWR – ALCOM CAPELLE 1:3 (-17, 21, -20, -10)
mecz w Odincowie (turniej kwalifikacyjny)
8 grudnia 2002: ROYAL FOODS SOFIA – GWR 0:3 (-22, -17, -24)
mecz w Odincowie (turniej kwalifikacyjny)
Skład wyglądał następująco: Łukasz Kruk i Pavel Reznicek na rozegraniu; Maciej Krupnik, Jakub Markiewicz oraz rekonwalescent Marcin Prus tworzyli trio środkowych; Krzysztof Janczak, Marcin Owczarski, Adam Kurek, Krzysztof Śmigiel, Jarosław Śmigiel – to przyjmujący; Grzegorz Górnik, Rafał Kwasowski – dwójka libero. Trenerem Maciej Jarosz.
Koniec ekstraklasowej siatkówki w stolicy Dolnego Śląska – w męskim wydaniu. Gwardziści w rywalizacji play-out przegrywają z Delectą Bydgoszcz. Tym samym Gwardia żegna się z Polską Ligą Siatkówki. Rozpoczyna się trudny okres dla wrocławskiej siatkówki…
Powrót do 1. Ligi Mężczyzn po przeszło 10 latach przerwy. Gwardziści w roli beniaminka ostatecznie zajmują 8. miejsce na koniec sezonu 2018/19.
Mecze Gwardii rozgrywane były do końca 2018 roku w hali przy ulicy Krupniczej 15. Gwardziści zagrali również w „Orbicie” po ponad dekadzie przerwy, wypełniając wrocławski obiekt.

## Bilans sezon po sezonie
| Sezon                             | Miejsce                                   |
| --------------------------------- | ----------------------------------------- |
| 2000/2001 – I liga seria B        | Awans do PLS                              |
| 2001/2002 – Polska Liga Siatkówki | 5                                         |
| 2002/2003 – Polska Liga Siatkówki | 7                                         |
| 2003/2004 – Polska Liga Siatkówki | 10                                        |
| 2004/2005 – I liga                | 2                                         |
| 2005/2006 – Polska Liga Siatkówki | 6                                         |
| 2006/2007 – Polska Liga Siatkówki | 10                                        |
| 2007/2008 – I liga                | 4                                         |
| 2008/2009 – I liga                | 8, Spadek do III ligi, (sprzedaż miejsca) |
| 2009/2010 – III liga              | 1                                         |
| 2010/2011 – II liga               | 2                                         |
| 2011/2012 – II liga               | 4                                         |
| 2012/2013 – II liga               | 8                                         |
| 2013/2014 – II liga               | 2                                         |
| 2014/2015 – II liga               | 8                                         |
| 2015/2016 – II liga (grupa 2)     | 8                                         |
| 2016/2017 – II liga (grupa 4)     | 4                                         |
| 2017/2018 – II liga               | 3                                         |
| 2018/2019 – I liga                | 8                                         |
| 2019/2020 – I liga                | 5                                         |
| 2020/2021 – I liga                | 4                                         |
| 2021/2022 – I liga                | 6                                         |
| 2022/2023 – I liga                | 4                                         |

Poziom rozgrywek:
     pierwszy, najwyższy ogólnokrajowy
     drugi
     trzeci
     czwarty

## Sukcesy
- Mistrzostwa Polski
  -  1. miejsce: 1980, 1981, 1982
  -  2. miejsce: 1952, 1954, 1955, 1964, 1983, 1984
  -  3. miejsce: 1953, 1956, 1965, 1966, 1979
- Puchar Polski:
  -  1. miejsce: 1981
  -  2. miejsce: 1952, 1953/54, 1954, 1964
  -  3. miejsce: 1970, 1984
- Pucharu Europy Mistrzów Krajowych:
  -  3. miejsce: 1981

## Kadra w sezonie 2022/2023[7]
- Trener:  Dawid Murek
- Asystenci trenera:  Rafał Jarząbski
- Statystyk:  Michał Miękus
- Trener przygotowania motorycznego:  Michał Daszczenko
- Fizjoterapeuta:  Filip Zając, Agata Bursztynowicz

| Nr | Imię i nazwisko     | Data ur.   | Wzrost | Pozycja      |
| -- | ------------------- | ---------- | ------ | ------------ |
| 1  | Adrian Mihułka      | 10.07.1989 | 182    | libero       |
| 2  | Kamil Maruszczyk    | 13.01.1993 | 191    | przyjmujący  |
| 3  | Dawid Kuźmiczonek   | 29.04.2003 | 194    | rozgrywający |
| 4  | Oskar Pieknik       | 06.07.2004 | 201    | środkowy     |
| 5  | Łukasz Lubaczewski  | 23.12.1992 | 190    | przyjmujący  |
| 6  | Bartłomiej Zawalski | 13.02.1999 | 204    | środkowy     |
| 7  | Mariusz Schamlewski | 16.01.1991 | 198    | środkowy     |
| 12 | Jan Fornal          | 14.01.1995 | 191    | przyjmujący  |
| 14 | Leon Dervisaj       | 07.09.1996 | 194    | rozgrywający |
| 15 | Tytus Nowik         | 10.01.2003 | 192    | przyjmujący  |
| 16 | Bartosz Cedzyński   | 20.12.1990 | 211    | środkowy     |
| 21 | Michał Godlewski    | 12.05.1998 | 201    | atakujący    |
| 23 | Paweł Gryc          | 09.01.1996 | 208    | atakujący    |

## Obcokrajowcy w drużynie
| Lata gry                  | Imię i nazwisko     | Pozycja      |
| ------------------------- | ------------------- | ------------ |
| 2000-2001                 | Konstantin Sidienko | libero       |
| 2001-2002                 | Igor Woronin        | przyjmujący  |
| 2001-2002                 | Dejan Brđović       | przyjmujący  |
| 2001-2003                 | Pavel Rezníček      | rozgrywający |
| 2003-2004                 | Serhij Ziwolozny    | przyjmujący  |
| 2003-2004                 | Tomáš Kmeť          | środkowy     |
| 2005-2006                 | Pavel Chudík        | rozgrywający |
| 2006-2007                 | Martin Sopko        | przyjmujący  |
| 2006-2007                 | Karol Šrámek        | atakujący    |
| 2008-2009                 | William Thwaite     | atakujący    |
| 2008-2009                 | Jozef Jánošík       | rozgrywający |
| 2019-2020 (od 31.01.2020) | Peetu Mäkinen       | przyjmujący  |
| 2020-2021 (od 28.01.2021) | Jeffrey Menzel      | przyjmujący  |
| 2021-2022                 | Lukáš Ticháček      | rozgrywający |
| 2021-2022                 | Tim Grozer          | przyjmujący  |
| 2021-2022 (od 13.12.2021) | Marco Ferreira      | atakujący    |
| 2022-                     | Leon Dervisaj       | rozgrywający |